# Earl of Uxbridge

Wappen der Earls of Uxbridge

Earl of Uxbridge, in the County of Middlesex, ist ein erblicher britischer Adelstitel, der zweimal in der Peerage of Great Britain verliehen wurde. Der Titel ist nach dem Ort Uxbridge im London Borough of Hillingdon benannt.

## Verleihungen und nachgeordnete Titel
Der Titel wurde erstmals am 19. Oktober 1714 an Henry Paget, 7. Baron Paget, 1. Baron Burton verliehen. Am 1. Januar 1712 war er bereits zum Baron Burton, of Burton-on-Trent in the County of Stafford, erhoben worden und hatte 1713 den am 23. Januar 1553 in der Peerage of England geschaffenen Titel 7. Baron Paget, of Beaudesert in the County of Stafford, geerbt. Das Earldom und die Baronie Burton erloschen beim Tod seines Enkels, des 2. Earls 1769, die Baronie Paget erbte sein Cousin zweiten Grades, Henry Bayly, als 9. Baron.
Dieser 9. Baron änderte 1770 seinen Nachnamen von Bayly zu Paget und wurde am 19. September 1784 in zweiter Verleihung zum Earl of Uxbridge erhoben. 1782 erbte er zudem von seinem Vater den 1730 in der Baronetage of Ireland geschaffenen Titel 3. Baronet, of Plas Newydd in the County of Anglesey and of Mount Bagenall in the County of Louth. Sein Sohn, der 2. Earl wurde 1854 zudem zum Marquess of Anglesey erhoben. Der Titel des Earl of Uxbridge ist seither ein nachgeordneter Titel des Marquess und wird von dessen voraussichtlichem Titelerben (Heir apparent) als Höflichkeitstitel geführt.

## Liste der Barone Paget und Earls of Uxbridge

### Barone Paget (1553)
- William Paget, 1. Baron Paget (um 1506–1563)
- Henry Paget, 2. Baron Paget (um 1535–1568)
- Thomas Paget, 3. Baron Paget (um 1540–1590) (verwirkt 1589)
- William Paget, 4. Baron Paget (1572–1628) (wiederhergestellt 1604)
- William Paget, 5. Baron Paget (1609–1678)
- William Paget, 6. Baron Paget (1637–1713)
- Henry Paget, 7. Baron Paget, 1. Baron Burton (1663–1743) (1714 zum Earl of Uxbridge erhoben)

### Earls of Uxbridge, erste Verleihung (1714)
- Henry Paget, 1. Earl of Uxbridge (1663–1743)
- Henry Paget, 2. Earl of Uxbridge (1719–1769)

### Barone Paget (1553; Fortsetzung)
- Henry Bayly, 9. Baron Paget (1744–1812) (1784 zum Earl of Uxbridge erhoben)

### Earls of Uxbridge, zweite Verleihung (1784)
- Henry Paget, 1. Earl of Uxbridge (1744–1812)
- Henry Paget, 1. Marquess of Anglesey, 2. Earl of Uxbridge (1768–1854) (1815 zum Marquess of Anglesey erhoben)
- Henry Paget, 2. Marquess of Anglesey, 3. Earl of Uxbridge (1797–1869)
- Henry Paget, 3. Marquess of Anglesey, 4. Earl of Uxbridge (1821–1880)
- Henry Paget, 4. Marquess of Anglesey, 5. Earl of Uxbridge (1835–1898)
- Henry Paget, 5. Marquess of Anglesey, 6. Earl of Uxbridge (1875–1905)
- Charles Paget, 6. Marquess of Anglesey, 7. Earl of Uxbridge (1885–1947)
- George Paget, 7. Marquess of Anglesey, 8. Earl of Uxbridge (1922–2013)
- Charles Paget, 8. Marquess of Anglesey, 9. Earl of Uxbridge (* 1950)

Voraussichtlicher Titelerbe (Heir apparent) ist der Sohn des aktuellen Marquess, Benedict Paget, Earl of Uxbridge (* 1986).